# First We Take Manhattan
«First We Take Manhattan» — песня канадского певца и поэта Леонарда Коэна, впервые выпущенная его бэк-вокалисткой Дженнифер Уорнс на трибьюте Famous Blue Raincoat: The Songs of Leonard Cohen, а год спустя — самим Коэном на его восьмом студийном альбоме I’m Your Man.

## Оригинальные версии

Обложка версии Дженнифер Уорнс

Канадский журналист Гвинн Дайер выдвинул предположение, что песня имеет отношение к нарциссизму и наивности западногерманской Фракции Красной армии, ориентированной больше на радикальный шик, чем на реальную политику (строчки «First we take Manhattan, then we take Berlin», рус. Сначала мы возьмём [захватим] Манхэттен, затем мы возьмём Берлин). «First We Take Manhattan», вероятно, была написана Коэном под впечатлением от террористических актов Фракции Красной армии в Западном Берлине в 1986 году. Сам исполнитель, не называя конкретных фактов или событий, подтвердил, что песня — его реакция на терроризм. В одном из интервью он признался, что ему импонирует позиция террористов, не допускающая оправданий и компромиссов, хоть он и не одобряет, когда она проявляется в деле. «Наши террористы, Иисус, Фрейд, Маркс, Эйнштейн. Весь мир до сих пор содрогается».
Впервые композиция была записана Дженнифер Уорнс на трибьют-альбоме 1987 года Famous Blue Raincoat: The Songs of Leonard Cohen, который состоит из девяти песен Леонарда, две из которых к тому времени не были изданы (одна из них — «First We Take Manhattan»). В 1986 году на ежегодной церемонии вручения «Грэмми» продюсер альбома Роско Бек (он же год спустя стал одним из продюсеров I’m Your Man Коэна) пригласил для записи гитарных партий в «First We Take Manhattan» своего давнего друга Стиви Рэя Воэна. Гитарист прибыл в студию без инструмента и Бек одолжил ему одну из своих старых Fender Stratocaster. Воэн завершил свою работу около 4 часов утра. После выхода альбома на композицию появилось видео, снятое в Нью-Йорке клипмейкером Полой Уокер. В нём Стиви Рэй Воэн играет на своей гитаре Number One, стоя на Бруклинском мосту, а Дженнифер Уорнес гуляет по городу и встречает Леонарда Коэна.
Коэн представил собственную версию «First We Take Manhattan» (с двумя дополнительными куплетами), на альбоме 1988 года I’m Your Man. В записи канадского исполнителя преобладают пробуждающие ритмы синтезаторов и драм-машин. Подруга Леонарда Доминик Иссерманн, работающая в сфере фотосъёмки, сняла на песню чёрно-белый видеоклип (её можно увидеть вместе с Коэном в сцене на морском берегу). Во время тура в поддержку I’m Your Man музыкант обычно исполнял несколько изменённую версию «First We Take Manhattan», подвергшуюся влиянию фанк-музыки. Концертную версию песни можно увидеть в документальном фильме BBC «Songs from The Life Of Leonard Cohen», изначально шедшем по британскому телевидению, а впоследствии — выпущенному на видеокассете. Коэн продолжал исполнять такую версию «First We Take Manhattan» на гастролях 1993, 2008 и 2009 года.

## Кавер-версии
- Первый кавер «First We Take Manhattan» был записан американской группой R.E.M. на трибьюте Леонарду Коэну I'm Your Fan. Эта версия также появилась в качестве би-сайда в некоторых изданиях сингла R.E.M. 1992 года «Drive»[8].
- Испанский исполнитель фламенко Энрике Моренте перевёл песню Коэна на родной язык и создал новую аранжировку с использованием испанских гитар и барабанов. Его версия, названная просто «Manhattan», вошла в альбом 1996 года Omega[9].
- Джо Кокер записал свою версию «First We Take Manhattan» на альбоме 1999 года No Ordinary World[10].
- Норвежская готик-метал группа Sirenia представила свой кавер «First We Take Manhattan» на мини-альбоме 2004 года Sirenian Shores.
- Уоррен Зивон, ссылаясь на Коэна как на одного из своих любимых авторов, исполнил хард-рок версию песни во время тура в поддержку своего альбома Mr. Bad Example[11].
- Борис Гребенщиков спел «First We Take Manhattan», одну из своих любимых песен, в 2005 году. Эту запись можно найти на сборнике демо Импортные песни[12].
- Василий К. в 2002 году на альбоме «Мой Коэн»[13] записал творческую адаптацию «Манхэттен и Берлин»[14].
- Александр Ф. Скляр на концертах исполняет русскоязычный кавер «Манхэттен-Берлин» авторства томского поэта Андрея Олеара[15].